# (2988) Korhonen
(2988) Korhonen es un asteroide perteneciente al cinturón de asteroides, descubierto el 1 de marzo de 1943 por Liisi Oterma desde el Observatorio de Iso-Heikkilä, en Turku, Finlandia.

## Designación y nombre
Designado provisionalmente como 1943 EM. Fue nombrado Korhonen en honor al astróno finlandés Tapio Korhonen.